# Wangerooge (gemeente)
Wangerooge is een gemeente in de Duitse deelstaat Nedersaksen. De gemeente maakt deel uit van het Landkreis Friesland. Het telt 1.214 inwoners.
De gemeente omvat het eiland Wangerooge en het onbewoonde eiland Minsener-Oldoog, die de twee meest oostelijk gelegen  Oost-Friese Waddeneilanden in de Waddenzee zijn.
Het toerisme is de belangrijkste bestaansbron voor de inwoners der gemeente. Zie verder het artikel over het eiland Wangerooge.
De gemeente grenst in het zuiden aan Wangerland.

Ligging van Wangerooge (in het noordoosten) als Oostfries Waddeneiland

Bockhorn · 
Jever · 
Sande · 
Schortens · 
Varel · 
Wangerland · 
Wangerooge · 
Zetel